# Ducado da Vestfália
O Ducado da Vestfália (em alemão: Herzogtum Westfalen) foi um território histórico do Sacro Império Romano estabelecido em 1180. Localizava-se em sua maior parte na Vestfália, originalmente uma das três principais regiões do ducado raiz alemão da Saxônia e atualmente parte do estado da Renânia do Norte-Vestfália. O ducado foi controlado pelos arcebispos e eleitores de Colônia até sua secularização, em 1803.